# Beloeil (Quebec)
Beloeil (en francés: Belœil, AFI: [bɛlœj]) es una ciudad de la provincia de Quebec, Canadá. Es una de las ciudades que conforman la Comunidad metropolitana de Montreal y se encuentra en el municipio regional de condado de La Vallée-du-Richelieu y a su vez, en la región de Montérégie-Est en Montérégie. Hace parte de las circunscripciones electorales de Borduas a nivel provincial y de Chambly−Borduas a nivel federal.

## Geografía
Beloeil se encuentra ubicada en las coordenadas 45°34′00″N 73°12′00″O / 45.56667, -73.20000. Según Statistics Canada, tiene una superficie total de 24.09 km² y es una de las 1135 municipalidades en las que está dividido administrativamente el territorio de la provincia de Quebec.

## Demografía
Según el censo de 2011, había 20 783 personas residiendo en esta ciudad con una densidad poblacional de 862.8 hab./km². Los datos del censo mostraron que de las 18 927 personas en 2006, en 2011 el cambio poblacional fue un aumento de 1856 habitantes (9.8%). El número total de inmuebles particulares resultó de 8597 con una densidad de 356.87 inmuebles por km². El número total de viviendas particulares que se encontraban ocupadas por residentes habituales fue de 8387.